# 科罗利夫卡 (布恰区)
50°32′59″N 29°43′52″E / 50.54972°N 29.73111°E

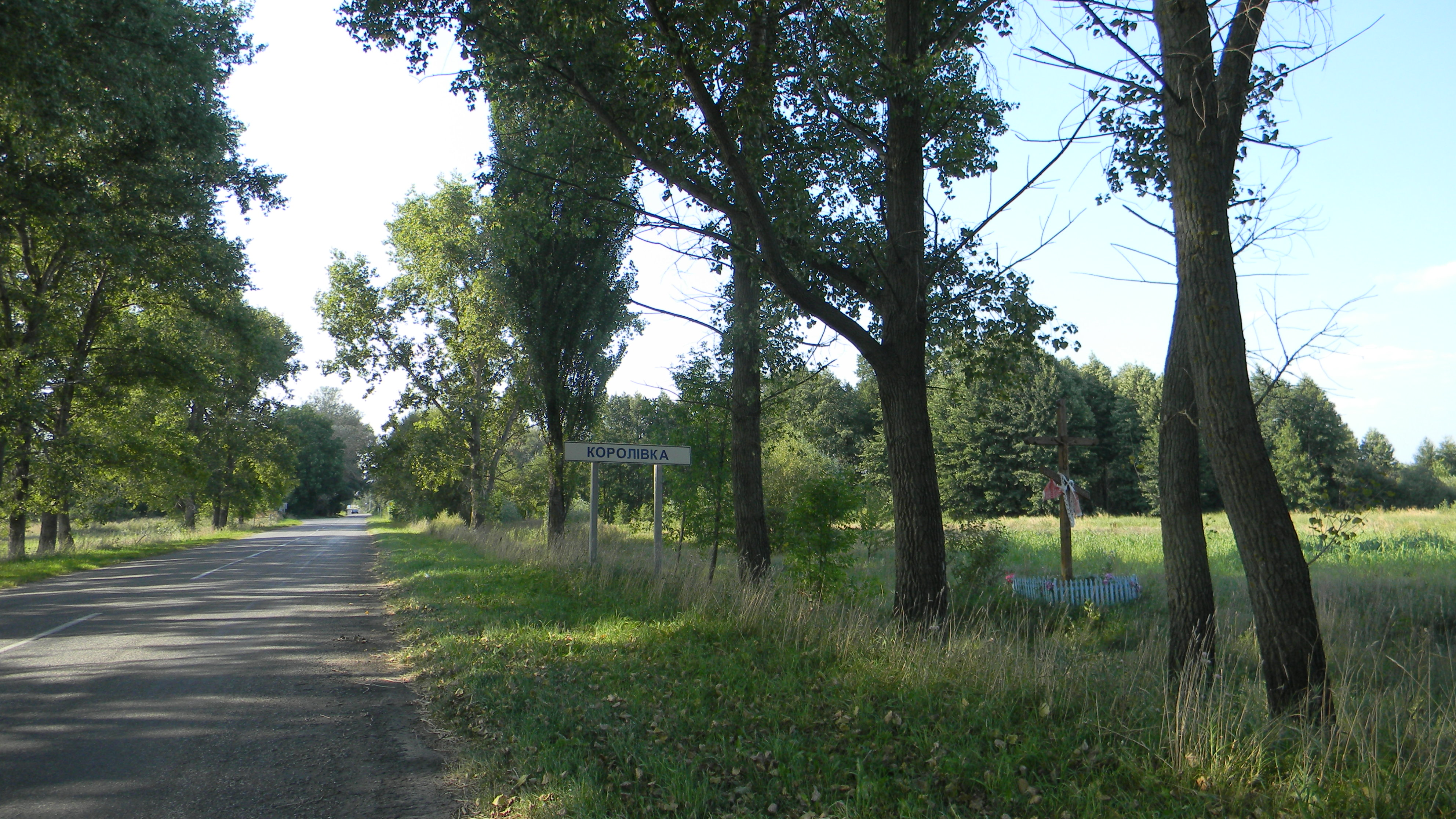
科羅利夫卡

科羅利夫卡（烏克蘭語：Королівка）是位於烏克蘭北部的村莊，由基辅州布恰区的馬卡里夫市鎮負責管轄。該村始建於1645年，面積0.14平方公里，海拔高度169米，人口700。